# OK Subotica
OK Subotica – serbski żeński klub siatkarski z siedzibą w Suboticy. Został założony w 1945 roku.

## Sukcesy
- Mistrzostwo Serbii:
  -  2010